# Мадараш, Йожеф
Йожеф Мадараш (венг. József Madaras; 16 августа 1937, с. Ригмань, ныне румынского жудеца Муреш в регионе Трансильвания — 24 апреля 2007, с. Мариахалом, Комаром-Эстергом, недалеко от Будапешта) — венгерский актёр кино и телевидения, режиссёр.
Снялся более, чем в 80 фильмах.

## Избранная фильмография
- 1958 — Колокола уходят в Рим / A Harangok Rómába mentek
- 1961 — Пештские крыши / Pesti háztetök (Венгрия) — Визаш
- 1962 — Рассказы в поезде / Legenda a vonaton
- 1962 — Жерминаль / Germinal (Франция) — в титрах не указан
- 1963 — Капитан Тенкеш / A Tenkes kapitánya — стрелок
- 1965 — Без надежды / Szegénylegények
- 1966 — Холодные дни / Hideg napok  — пулемётчик
- 1966 — Отелло в Дюлахазе (телефильм)
- 1966 — Отец / Apa
- 1967 — Звёзды и солдаты — Иштван, венгерский командир
- 1968 — Тишина и крик / Csend és kiáltás (Венгрия) — Карой
- 1968 — Фальшивая Изабелла / A Hamis Izabella — следователь
- 1969-1972 — Перец (сериал) / Bors — Йошка Винче
- 1969 — Лев готовится к прыжку / Az Oroszlán ugrani készül — Годо
- 1969 — Брошенный камень / Feldobott kö — Шаму
- 1970 — Пацифистка / La Pacifista (Италия, Франция, ФРГ)
- 1970 — Агнец божий / Égi bárány — отец Варга
- 1971 — Эгей, Кроха! / Hahó, Öcsi! — глашатай
- 1971 — Держись за облака / Kapaszkodj a fellegekbe! (Венгрия, СССР) — помощник Жига
- 1972 — Красный псалом / Még kér a nép — Хегедюш Балинт
- 1974 — Любовь моя, Электра / Szerelmem, Elektra
- 1974 — Загадочное похищение / A Dunai hajós — Тиша
- 1975 — Михаил Строгов / Michel Strogoff (телефильм) (Австрия, Германия, Франция, Швейцария) — Феофар-Хан
- 1976 — Человек без имени / Azonosítás — Михал Чато
- 1977 — Счастливые годы моего отца / Apám néhány boldog éve — Эде Шекерес
- 1978 — Туристы забавляются / Az Eröd — Муркета
- 1978 — Конный завод / A Ménesgazda — Яни Бусо
- 1978 — 80 гусаров / 80 huszár — Андраш Корсос
- 1979 — Венгерская рапсодия / Magyar rapszódia — Андраш Бакса
- 1979 — Экспресс в Стамбул (телесериал) - Грюлич
- 1979 — Варварское аллегро / Allegro barbaro — Андраш Бакса
- 1981 — Сердце тирана, или Боккаччо в Венгрии / A Zsarnok szíve, avagy Boccaccio Magyarországon — Кароль
- 1987 — Сезон чудовищ / Szörnyek évadja — Камонди
- 1987 — Опекунство — Иштван
- 1989 — Вой V / Howling V: The Rebirth (Великобритания) — Петер
- 1991 — Вальс «Голубой Дунай» / Kék Duna keringö — премьер-министр
- 2000 — Фильм / Film
- 2006 — Родственники / Rokonok — Колдус

## Режиссёр
- 1985 —  Az eltusszentett birodalom (телефильм)

## Награды и премии
- Серебряная премия III Московского кинофестиваля за фильм «Рассказы в поезде» (1963)
- Заслуженный артист ВНР (1978)
- Премия имени Кошута (1996)